# Орден Архистратига Михаїла
Орден Архистратига Михаїла — український недержавний орден, заснований Православною церквою України для вшанування людей за заслуги перед Помісною церквою. Орден має два ступені. Нагородження здійснює Предстоятель ПЦУ.
Відзнака встановлена рішенням Священного синоду від 4 лютого 2020 року (журнал № 2). Має два ступені, найвищим з яких є перший. Вручається за заслуги перед Помісною українською православною церквою та побожним народом. Орденом можуть бути нагороджені як громадяни України, так і громадяни інших держав.

## Опис знака нагороди

### Орден Архистратига Михаїла I ступеня
Виготовляється із ювелірної латуні, полірується та покривається золотом (товщина покриття 0.5 мк) та сріблом (товщина покриття 1.5 мк).
Основа ордену уявляє собою округлий хрест з чотирма променями, покритий прозорою синьою емаллю, із надписом по краю: «Святий архістратиг Михаїл». Хрест розміщено на округлій багатопроменевій покритій золотом зірці.
По центру відзнаки розміщено барельєфне зображення архістратига Михаїла, покрите сріблом.

### Орден Архистратига Михаїла II ступеня
Виготовляється із ювелірної латуні, полірується та покривається золотом (товщина покриття 0.5 мк) та сріблом (товщина покриття 1.5 мк).
Основа ордену уявляє собою округлий хрест з чотирма променями, покритий прозорою синьою емаллю, із надписом по краю: «Святий архістратиг Михаїл». Хрест розміщено на округлій багатопроменевій покритій сріблом та патинованій зірці.
По центру відзнаки розміщено барельєфне зображення архістратига Михаїла, покрите сріблом.